# چلیچه
چلیچه شهری در بخش جونقان از توابع شهرستان فارسان در استان چهارمحال و بختیاری است.

## مکان های گردشگری
قلعه و باغ اسعدیه: واقع در دامنه کوه جهان بین. محل سکونت خوانین سابق.
امامزاده سید سعید:این بنا در مناطق شمالی شهر واقع شده و گردشگران فراوانی را جذب کرده است.
آبمراد:چشمه ای در مجاورت امامزاده سید سعید که در گذشته مردم منطقه باور داشتند که شفا بخش بوده است. شواهدی وجود دارد که در دوران باستان قبل از هزاره معبد آناهیتا در آن مکان واقع بوده است.
گورستان چلیچه

## ورزش
چلیچه، بنیانگذار فوتبال ساحلی در استان چهارمحال و بختیاری است.
تیم شهدای چلیچه به مالکیت و سرمربی گری افراسیاب صادقی، حاضر در لیگ برتر فوتبال ساحلی ایران است،همچنین تیم های بانوان این تیم نیز عملکرد درخشانی داشته اند.

## جمعیت
بر اساس آمار سرشماری عمومی نفوس و مسکن سال ۱۳۹۵ جمعیت چلیچه برابر با ۴۴۹۵ نفر بوده‌است

## موقعیت جغرافیایی
چلیچه در استان چهارمحال‌وبختیاری، شهرستان فارسان، دهستان میزدج سفلی واقع گردیده است.فاصله این شهر از فارسان، ۹ کیلومتر می باشد. از غرب به روستای کران و از طرف شرق به جهان بین و از جنوب به روستای چغاهست و از شمال به رودخانه پردنجان محدود می گردد. براساس نقشه توپوگرافی ارتفاع شهر چلیچه از سطح دریا ۲۱۱۶ متر می‌باشد. چلیچه در سال ۱۳۹۲ از روستا به شهر تبدیل شده است.

## مردم‌شناسی
مردم این شهر چهارمحالی هستند و لهجه فارسی چهارمحالی صحبت میکنند..

## وجه تسمیه
دربارهٔ وجه تسمیهٔ این شهر اسناد معتبری در دست نیست. در یادداشت‌ها و خاطرات سردار ظفر بختیاری از چلیچه با نام «چُلچه» نام برده شده‌است. (همان، ص. ۱۰، ۱۲، ۲۴۷، ۲۴۸).
در لغت‌نامه دهخدا اینگونه‌است:
چلیچه. [چ ُ چ َ] (اِخ) مؤلف مرآت البلدان نویسد: «قریه‌ای از قریه‌های چهارمحال اصفهان است». و در فرهنگ جغرافیایی آمده‌است: دهی از دهستان میزدج بخش حومهٔ شهرستان شهرکرد که در ۲۷ هزارگزی جنوب باختر شهرکرد، کنار راه بردنجان به جونقان واقع است. دامنهٔ کوه و هوایش معتدل است و ۱۷۰۴ تن سکنه دارد. آبش از رودخانهٔ میزدج و قنات. شغل اهالی زراعت، صنایع دستی زنان قالی بافی و راهش مالرو است. این آبادی یک دژ قدیمی به نام قلعه اسعد دارد.